# Hermann Eduard Wilhelm Fellmer
Hermann Eduard Wilhelm Fellmer (* 25. September 1829 in Hamburg; † 27. Oktober 1864 ebenda) war ein Hamburger Jurist.

## Leben
Fellmer war ein Sohn des Schiffers Joh. Gottfr. Fellmer. Er studierte zunächst in Leipzig und war ab 21. Mai 1851 an der Universität Heidelberg zum Studium der Jurisprudenz immatrikuliert. Dort wurde Fellmer im Oktober 1855 zum Dr. jur. promoviert. Er wurde am 22. Oktober desselben Jahres in Hamburg zur Advokatur zugelassen.
Von 1860 bis 1864 war Fellmer Mitglied der Hamburgischen Bürgerschaft und fungierte von 1860 bis 1862 als Schriftführer.